# Nationalparker i Kroatien

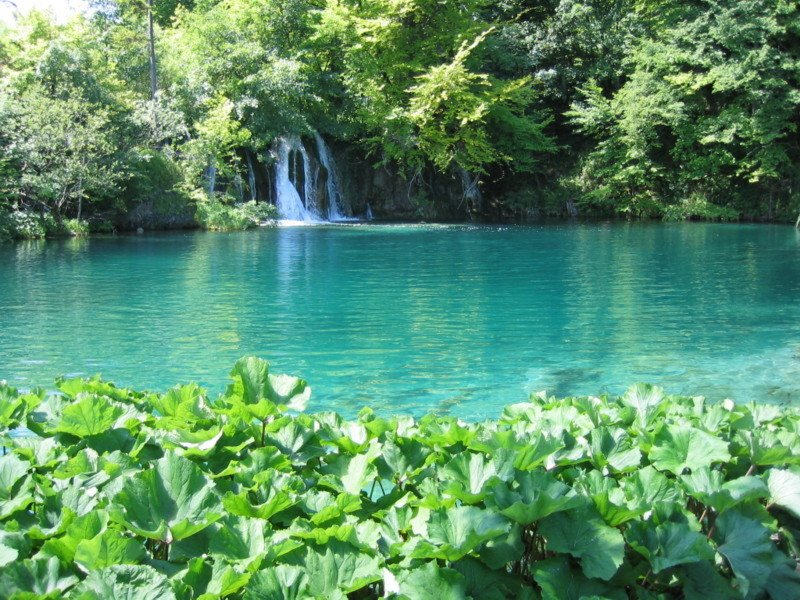
Nationalparken Plitvicesjöarna är ett världsarv och en av Kroatiens mer kända nationalparker.

Nationalparker i Kroatien är områden i Kroatien som anses vara betydelsefulla för människan, floran och faunan eller av särskilt intresse ur ett geologiskt, ekologiskt eller kulturhistoriskt perspektiv och därför skyddas i den kroatiska lagstiftningen. Kroatiens naturskyddsområden består av nationalparker och naturparker. Därtill finns 7 kategorier av naturskydd (naturreservat, särskilda naturreservat, regionalparker, naturminnen, särskilda landskap, skogsparker och parkarkitekturella minnesmärken).
2014 fanns det 8 nationalparker och 11 naturparker i Kroatien. National- och naturparkerna upptar en areal om 5 151 km2 eller 9,1% av landets totala yta. De administreras av det Statliga institutet för naturskydd (Državni zavod za zaštitu prirode).

## Historia
De första kända normerna rörande naturskydd i Kroatien härrör från 1200-talet då avskogning i området kring Trogir, Korčula och Dubrovnik kom att regleras. Den moderna naturvården initierad av experter härrör från 1800-talet.
Den 8 april 1949 inrättades den första nationalparken i Kroatien, Plitvicesjöarnas nationalpark. 1979 upptog nationalparken på Unescos världsarvslista. Plitvicesjöarna hör idag till en av landets mest kända nationalparker och besöks årligen av tusentals turister.      

## Nationalparker
Kroatiens åtta nationalparker finns i områden som företrädandevis präglas av karst i västra Kroatien. Flera av nationalparkerna ligger i eller i områden kring Dinariska alperna.  

Franskspråkig karta som visar Kroatiens nationalparker.

| Nr | Namn             | Bild | Areal     | Beslutsår | Webbplats                  |
| -- | ---------------- | ---- | --------- | --------- | -------------------------- |
| 1. | Brijuni          |      | 33,9 km2  | 1983      | www.brijuni.hr             |
| 2. | Kornati          |      | 320,0 km2 | 1964      | www.kornati.hr             |
| 3. | Krka             |      | 109,0 km2 | 1985      | www.npkrka.hr              |
| 4. | Mljet            |      | 5,4 km2   | 1960      | www.np-mljet.hr            |
| 5. | Paklenica        |      | 95,0 km2  | 1949      | www.paklenica.hr           |
| 6. | Plitvicesjöarna  |      | 296,9km2  | 1949      | www.np-plitvicka-jezera.hr |
| 7. | Risnjak          |      | 63,5 km2  | 1953      | www.risnjak.hr             |
| 8. | Sjeverni Velebit |      | 109,0 km2 | 1999      | www.np-sjeverni-velebit.hr |

## Naturparker
I Kroatien finns 11 naturparker varav 6 ligger i bergsområden och 2 på öar i Adriatiska havet.
| Nr  | Namn                      | Bild | Beslutsår | Webbplats               |
| --- | ------------------------- | ---- | --------- | ----------------------- |
| 1.  | Kopački rit               |      | 1967      | www.kopacki-rit.com     |
| 2.  | Papuk                     |      | 1999      | www.pp-papuk.hr         |
| 3.  | Lonjsko polje             |      | 1990      | www.pp-lonjsko-polje.hr |
| 4.  | Medvednica                |      | 1981      | www.pp-medvednica.hr    |
| 5.  | Žumberak-Samoborsko gorje |      | 1999      | www.sutla-zumberak.hr   |
| 6.  | Učka                      |      | 1999      | www.pp-ucka.hr          |
| 7.  | Velebit                   |      | 1981      | www.pp-velebit.hr       |
| 8.  | Vranasjön                 |      | 1999      | www.vransko-jezero.hr   |
| 9.  | Telašćica                 |      | 1988      | www.telascica.hr        |
| 10. | Biokovo                   |      | 1981      | www.biokovo.com         |
| 11. | Lastovos övärld           |      | 2006      | www.pp-lastovo.hr       |

## Övriga naturskyddsområden

### Naturreservat
Det finns 2 naturreservat i Kroatien, Bijele och Samarske stijene och Hajdučki och Rožanski kukovi. Ett naturreservat klassificeras som ett land- och/eller havsområde som präglas av en oförändrad eller svagt förändrad natur öronmärkt för bevarandet av dess ursprungliga naturliga karaktär. I naturreservaten är vetenskaplig forskning tillåten så länge den biologiska mångfalden inte påverkas. All näringslivsverksamhet i naturreservaten är förbjuden. 

### Särskilda naturreservat
Det finns 80 särskilda naturreservat i Kroatien. Ett särskilt naturreservat är ett område på land eller till sjöss som är av särskilt stor betydelse för dess unika, sällsynta eller representativa karaktär eller utgör en livsmiljö för utrotningshotade vilda taxon. 

### Regionalparker
Det finns 2 regionalparker i Kroatien, Mura-Drava och Moslavačka gora. En regionalpark är ett stort naturligt eller delvis kultiverat mark- och/eller havsområde som kännetecknas av ekologiska värden av internationell, nationell eller regional betydelse och som är kännetecknande för det område där det är beläget. Företag och andra verksamheter som inte utgör ett hot mot regionalparkernas karaktär är tillåtna.

### Naturminnen
Det finns 85 naturminnen i Kroatien. Majoriteten av naturminnena består av sällsynta exemplar av träd (31) eller geomorfologiska landskap (34). Därtill finns 7 geologiska, 6 paleontologiska, 3 zoologiska, 2 hydrologiska, ett botaniskt och en geologiskt-geografiskt naturminne.

### Skogsparker
Det finns 33 skyddade skogsparker i Kroatien. I Kroatien klassificeras en skogspark som en naturlig eller planterad skog av stort landskapsvärde utsedd för avkoppling och rekreation. Endast insatser och åtgärder för underhåll eller förbättring är tillåtna i skogsparkerna.

### Särskilda landskap
Det finns 85 särskilda landskap i Kroatien. Till denna kategori räknas naturliga eller odlade landområden som kännetecknas av stort landskapsvärde, biologisk mångfald eller kulturhistoriskt värde.

### Parkarkitekturella minnesmärken
Det finns 127 parkarkitekturella minnesmärken i Kroatien. Till denna kategori räknas artificiellt skapade eller formade utrymmen, till exempel allmänna trädgårdar, botaniska trädgårdar, arboretum, kommunala parker, grupper av träd samt andra former av trädgårds- och parkarkitektur som anses ha ett särskilt kulturhistoriskt, ekologiskt eller vetenskapligt värde.